# Arbre d'Ashoka (jaïnisme)

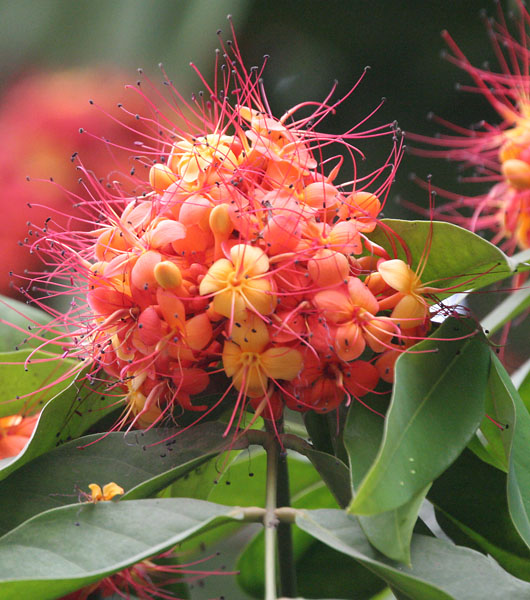
Fleurs de l'arbre d'Ashoka.

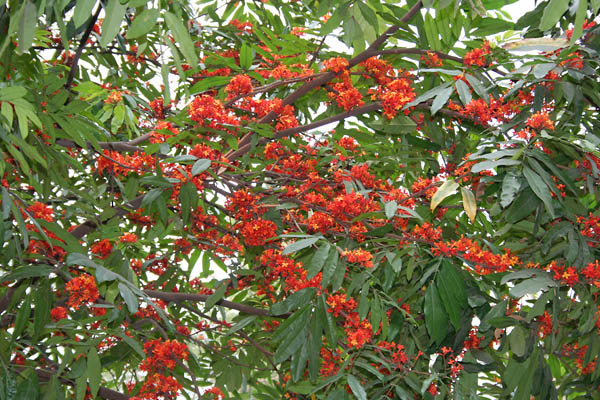
L'arbre d'Ashoka: branches, feuilles et fleurs. Une des espèces de cette famille est connu sous le nom de flamboyant.

L'arbre d'Ashoka ou Saraca asoca est un arbre de la sous-famille des Caesalpinioideae (famille des Fabaceae). Il est l'objet d'un culte particulier dans le jaïnisme car le Tirthankara Mahâvîra, le vingt-quatrième Maître éveillé du jaïnisme, un des êtres primordiaux de cette religion, a fait ses vœux de renonciation au monde sous cet arbre. De fait lors des consécrations de temples jaïns il est d'usage d'utiliser des branches de l'Arbre d'Ashoka. Les personnes considérées comme ayant atteint le nirvana dans le jaïnisme, les jinas, sont souvent représentées sous un arbre d'Ashoka ou sous un sal.